# Hovacassis
Hovacassis is een geslacht van kevers uit de familie bladkevers (Chrysomelidae).
De wetenschappelijke naam van het geslacht werd in 1952 gepubliceerd door Spaeth in Hincks.

## Soorten
- Hovacassis discolor (Boheman, 1855)